# Eliana Macedo
Ely Macedo de Souza, (Itaocara, 21 de setembro de 1926 – Rio de Janeiro, 18 de julho de 1990), mais conhecida pelo nome artístico de Eliana Macedo ou apenas Eliana, foi uma atriz e cantora brasileira. Considerada uma das grandes estrelas do cinema nacional, foi vencedora em 1954 do Prêmio Saci – a maior premiação cinematográfica da ocasião – pelo trabalho em A Outra Face do Homem e a principal artista da Atlântida Cinematográfica, maior produtora de filmes brasileiros da época.
Em 1964, após 26 filmes, abandonou a carreira no cinema no auge do estrelato quando as comédias musicais começaram perder espaço para os dramas realistas do Cinema novo, alegando que deixaria o gênero antes de seu esgotamento.

## Biografia
Nasceu em Portela, terceiro distrito do município de Itaocara. Seu avô incentivou filhos e netos a tocarem algum instrumento musical, formando a banda XV de Novembro, tendo Eliana como vocalista. Como não havia escolas em seu distrito natal, foi estudar em Nova Friburgo, onde cursou o primário. Posteriormente, cursou o ginásio em Miracema e o curso normal na Escola Normal de Nossa Senhora do Carmo, em Cataguases, Minas Gerais.
Sua primeira atuação em filmes foi em E o Mundo se Diverte, de 1948, sendo dirigida por seu tio Watson Macedo, ao lado de Carlos Manga, que foi o responsável pela época áurea da Atlântida Cinematográfica. Watson Macedo dirigiu Eliana por quase toda a sua vida artística. Nos filmes, em vários números musicais, imitou por diversas vezes os trejeitos de Carmen Miranda.
Seu grande momento como atriz foi no filme Carnaval no Fogo, de 1949, em que interpretou dois papéis. Watson Macedo tinha preferência pelas atrizes Maria Della Costa e Cacilda Becker, mas os diretores da Atlântida impuseram Eliana e foi um sucesso.
Estrela das chanchadas da Atlântida, atuou em cerca de 26 filmes. Contracenou com artistas que marcaram época, como Oscarito, Anselmo Duarte, Cyll Farney, Trio Irakitan, José Lewgoy, Grande Otelo.
Cantou, gravou e interpretou seus filmes com Adelaide Chiozzo e seu acordeão, sobressaindo os sucessos Pedalando, de Anselmo Duarte/Bené Nunes, Bate o bombo Sinfrônio, Encosta sua cabecinha e Vem cá sabiá.
Em 1950, casou-se com o pioneiro radiofônico Renato Murce, da então Rádio Nacional, atual CBN, causando muitos comentários devido à grande diferença de idade entre ambos.
Em 1954, foi agraciada com o Prêmio Saci de melhor atriz, com o filme A outra face do homem. Participou também do filme Malandros em Quarta Dimensão, de Luiz de Barros. Em 1958, no filme Alegria de Viver, exibiu seu talento de dançarina experimentando um novo estilo: o Rock'n roll.
Na telenovela Feijão Maravilha (1979 - TV Globo), contracenou com a sua amiga de chanchadas, Adelaide Chiozzo, quando cantaram alguns sucessos dos musicais dos filmes da Atlântida Cinematográfica.
Faleceu em 1990, no Rio de Janeiro, vitima de infarto.

## Discografia
| Ano  | Título                                 | Gravadora         | Tipo   |
| ---- | -------------------------------------- | ----------------- | ------ |
| 1953 | Queria ser patrona/Com pandeiro na mão | Discos Copacabana | 78 RPM |
| 1954 | Beijinho doce/Cabeça inchada           | Discos Copababana | 78 RPM |
| 1955 | Ele...ela...E o outro/Procura do samba | Continental       | 78 RPM |

## Filmografia

### No Cinema
| Ano  | Título                       | Personagem                      | Notas        |
| ---- | ---------------------------- | ------------------------------- | ------------ |
| 1948 | ... E o Mundo Se Diverte     | Neusa, filha do Diretor Teatral |              |
| 1949 | Carnaval no fogo             | Marina                          |              |
| 1950 | A Sombra da Outra            | Elsa/Helena                     |              |
| 1950 | Aviso aos navegantes         | Cléia                           |              |
| 1951 | Aí Vem o Barão               | Norma                           |              |
| 1952 | Carnaval Atlântida           | Regina                          |              |
| 1953 | Amei um Bicheiro             | Laura                           |              |
| 1954 | A Outra Face do Homem        | Iracema                         |              |
| 1954 | Malandros em Quarta Dimensão | Cantora                         |              |
| 1954 | Nem Sansão nem Dalila        | Dalila                          |              |
| 1955 | Sinfonia Carioca             | Susana                          |              |
| 1955 | Guerra ao Samba              | Sonia                           |              |
| 1956 | Vamos com Calma              | Sandra                          |              |
| 1956 | Depois Eu Conto              | Sônia                           |              |
| 1957 | Doutora é Muito Viva         | Beatriz                         |              |
| 1957 | Rio Fantasia                 | Lia                             |              |
| 1957 | O Barbeiro que se Vira       | Rosinha                         |              |
| 1958 | E o Espetáculo Continua      | Celinha                         |              |
| 1958 | Alegria de Viver             | Elizabeth                       |              |
| 1959 | Titio Não é Sopa             | Verinha                         |              |
| 1960 | Maria 38                     | Maria                           |              |
| 1960 | Samba em Brasília            | Teresa                          |              |
| 1961 | Três Colegas de Batina       | Celina                          |              |
| 1964 | Um Morto ao Telefone         | Helena                          |              |
| 1975 | Assim era a Atlântida        | Ela Mesma                       | Documentário |
| 1978 | Mulheres de cinema           | Ela Mesma                       | Documentário |

### Na Televisão
| Ano  | Título           | Personagem         |
| ---- | ---------------- | ------------------ |
| 1965 | Musicalíssima    | Várias personagens |
| 1979 | Feijão Maravilha | Soraia             |